# LEVEL 4
LEVEL 4 es el octavo álbum de estudio de la banda de J-Pop/Trance japonés globe, lanzado al mercado el 26 de marzo del año 2003.

## Información
Este fue el álbum lanzado después de la gran expectación acerca de la entrada de Yoshiki a globe, así como también el primer trabajo discográfico tras el matrimonio público entre Tetsuya Komuro y Keiko Komuro, ocurrido unos meses antes.
Tanto como Komuro como Yoshiki tomaron parte en la creación de este álbum, el cual contiene melodías electrónicas, así como también baladas, que mezcladas con las altas notas alcanzadas por KEIKO, hacen del álbum una de las piezas esenciales dentro de su discografía.

## Lista de canciones
1. out of c control
2. get it on now feat. KEIKO
3. weather report
4. THE BOX
5. this is the last night
6. INSIDE feat. MARC
7. seize the light
8. blow
9. compass

- Datos: Q6139022